# 구현모
구현모(具鉉謨, 1962년 ~ , 충청남도 아산시)는 KT의 대표이사 사장을 역임하였던 대한민국의 기업인이다.

## 학력
- 서대전고등학교
- 서울대학교 산업공학과 학사
- 한국과학기술원(KAIST) 경영공학 석사
- 한국과학기술원(KAIST) 경영공학 박사과정 수료

## 경력
- 1987년 한국전기통신공사 경제경영연구소 연구원 입사
- 2020년 KT 대표이사 사장